# Dominika van Santen
Dominika van Santen là một nữ diễn viên, người mẫu, vũ công, phát ngôn viên và một thí sinh sắc đẹp có tổ tiên là người Hà Lan và Venezuela.
Dominika van Santen sinh ra và lớn lên ở Maracaibo, tốt nghiệp với bằng cử nhân về truyền thông (điện ảnh, radio và truyền hình). Cô học múa ba lê cổ điển và khiêu vũ hiện đại kể từ năm 16 tuổi và bắt đầu sự nghiệp làm người mẫu ở tuổi 17 và được đánh giá là thành công. Ngoài ra, cô thực hiện các nghiên cứu về phim truyền hình ở Luân Đôn, Vương quốc Anh.

## Khởi nghiệp
Ở tuổi 16, Van Santen bắt đầu sự nghiệp người mẫu của mình. Khi cha cô nhìn thấy một bài báo về một thí sinh xinh đẹp, ông cố nài nỉ con gái mình là Dominika tham gia cuộc thi. Thoạt đầu Dominika hơi miễn cưỡng, nhưng cuối cùng đã chấp nhận yêu cầu của cha mình, bước vào cuộc thi và kết thúc với tư cách là người chiến thắng.
Sau cuộc thi sắc đẹp, cô đã được cung cấp nhiều hợp đồng biểu diễn trong vai trò người mẫu với các công ty địa phương và quốc tế như Pepsi, Philips, NEXT, và Diesel Clothing trong số những công ty khác. Cô đã xuất hiện trên các bìa tạp chí như EME, Facetas và Tendencia Maracaibo ở Venezuela và các chiến dịch thời trang như Gallo ở Guatemala. Ngoài ra, xuất hiện trong một bài xã luận & Phỏng vấn cho tạp chí Maxim (Hà Lan) vào tháng 11 năm 2006.

## Chuyển đến Luân Đôn
Van Santen đến một trong những trung tâm thời trang của châu Âu, London và ký kết với các người mẫu và các tổ chức tài năng. Cô đã liên tục làm công việc quảng cáo TV, Phim, Video nhạc, biểu diễn trực tiếp, xuất hiện trên bìa tạp chí. Công việc của cô đã đưa cô đến một số nước châu Âu. Năm 2010, cô bắt đầu học diễn xuất tại London, Vương quốc Anh tại Sylvia Young, Trường Trung học Speech and Drama, huấn luyện riêng với Michael John và tiếp tục theo học tại trường diễn xuất ở Nam Florida.

## Hoa Kỳ
Công việc của cô đã khiến cô phải di chuyển nhiều hơn nữa bằng cách di chuyển đến Los Angeles. Làm việc trong Soap Operas cho Telemundo, biểu diễn trực tiếp với ca sĩ như Pitbull, MV; Rihanna, George Michael, Calvin Harris, Robin Thicke, DJ Khaled và Jennifer Lopez và các chiến dịch quảng cáo trên truyền hình quốc gia.